# Congrégation bénédictine de Bavière

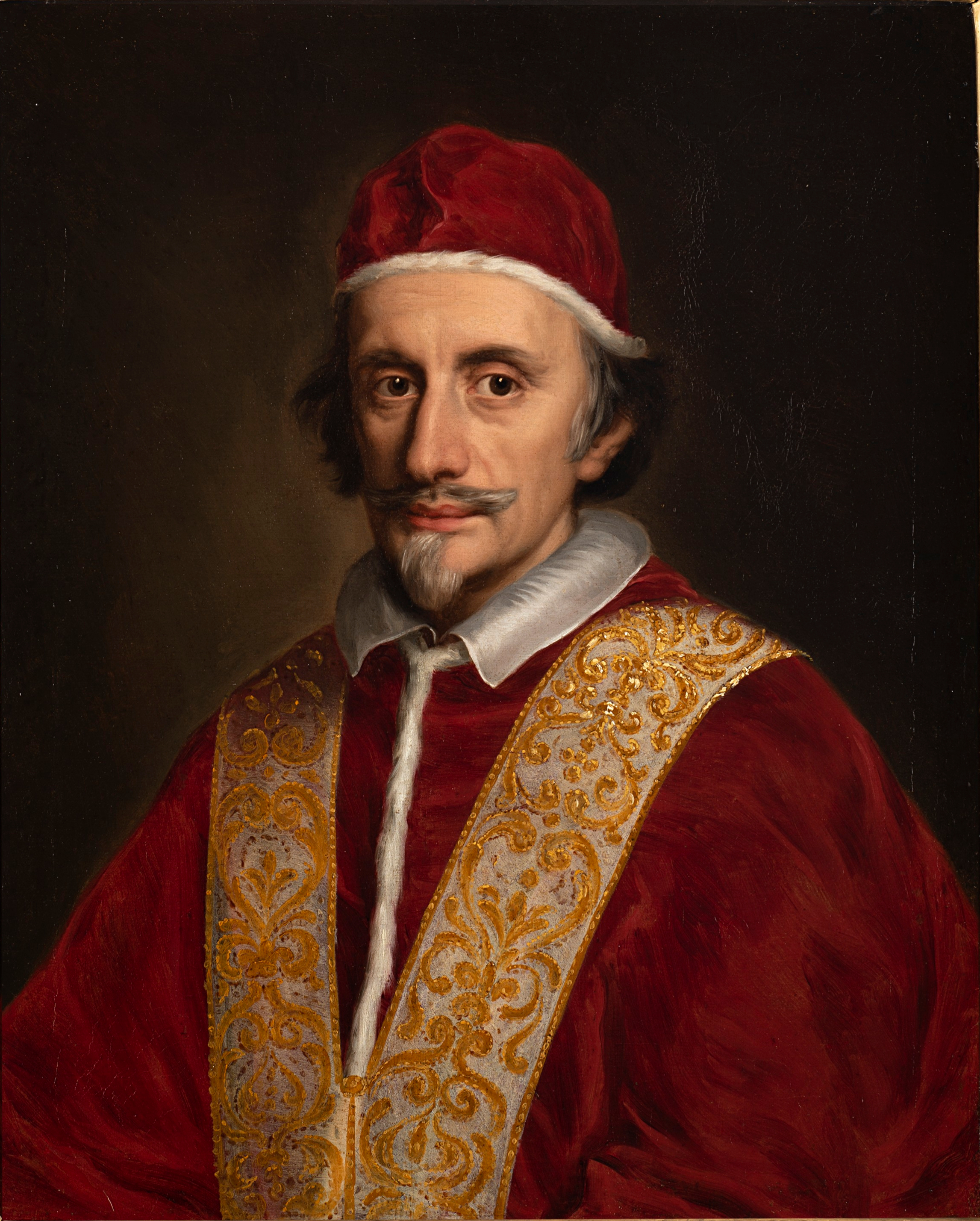
Innocent XI (1611-1676-1689)

La congrégation bénédictine de Bavière est l'une des 21 congrégations masculines faisant partie de la confédération bénédictine de la famille de saint Benoît. Cette union d'abbayes et de prieurés bénédictins fut fondée en 1684 par le Bref apostolique Circumspecta du pape Innocent XI et placée sous la protection des Saints Anges gardiens.

## Aujourd'hui

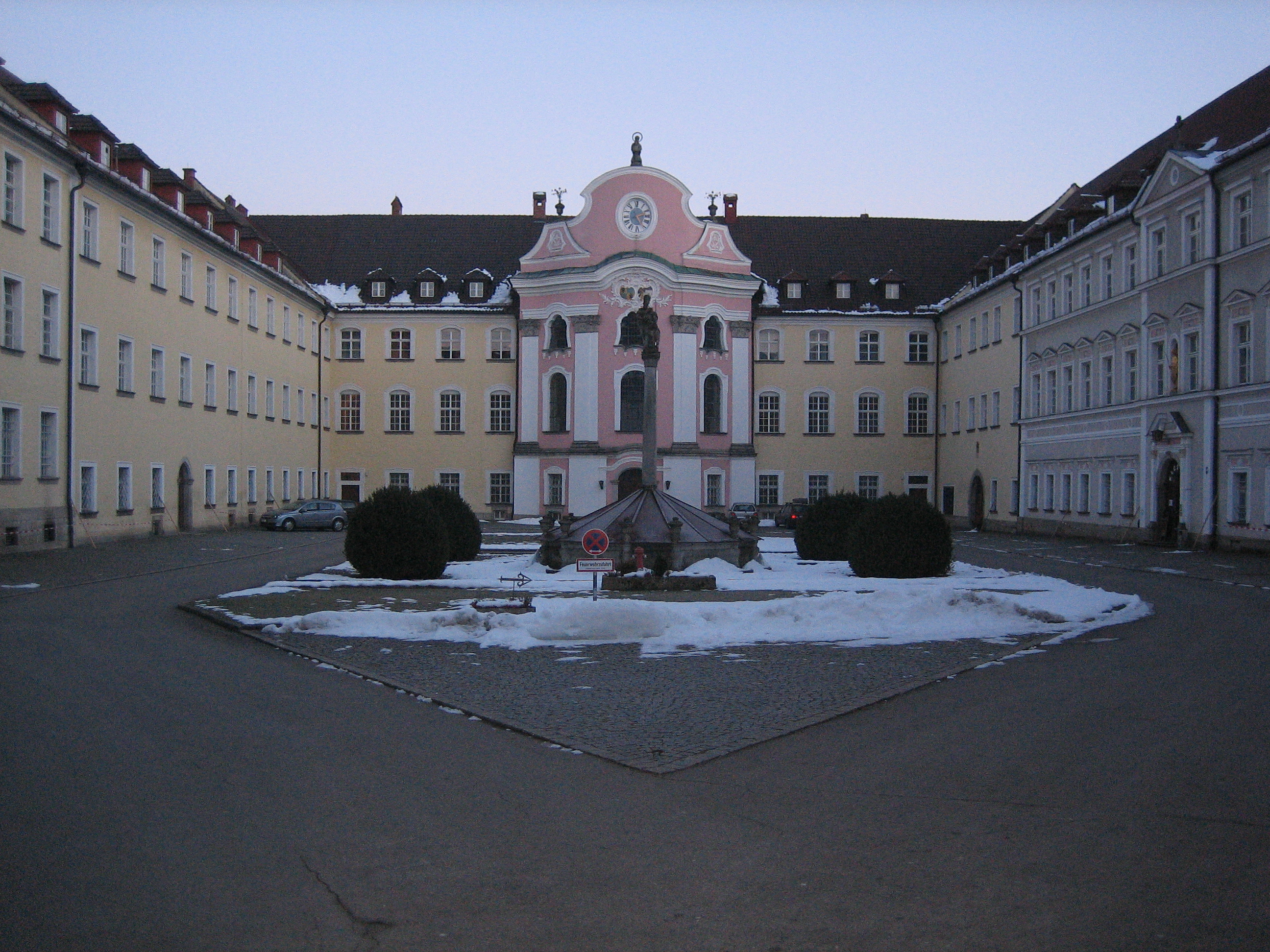
L'abbaye de Metten

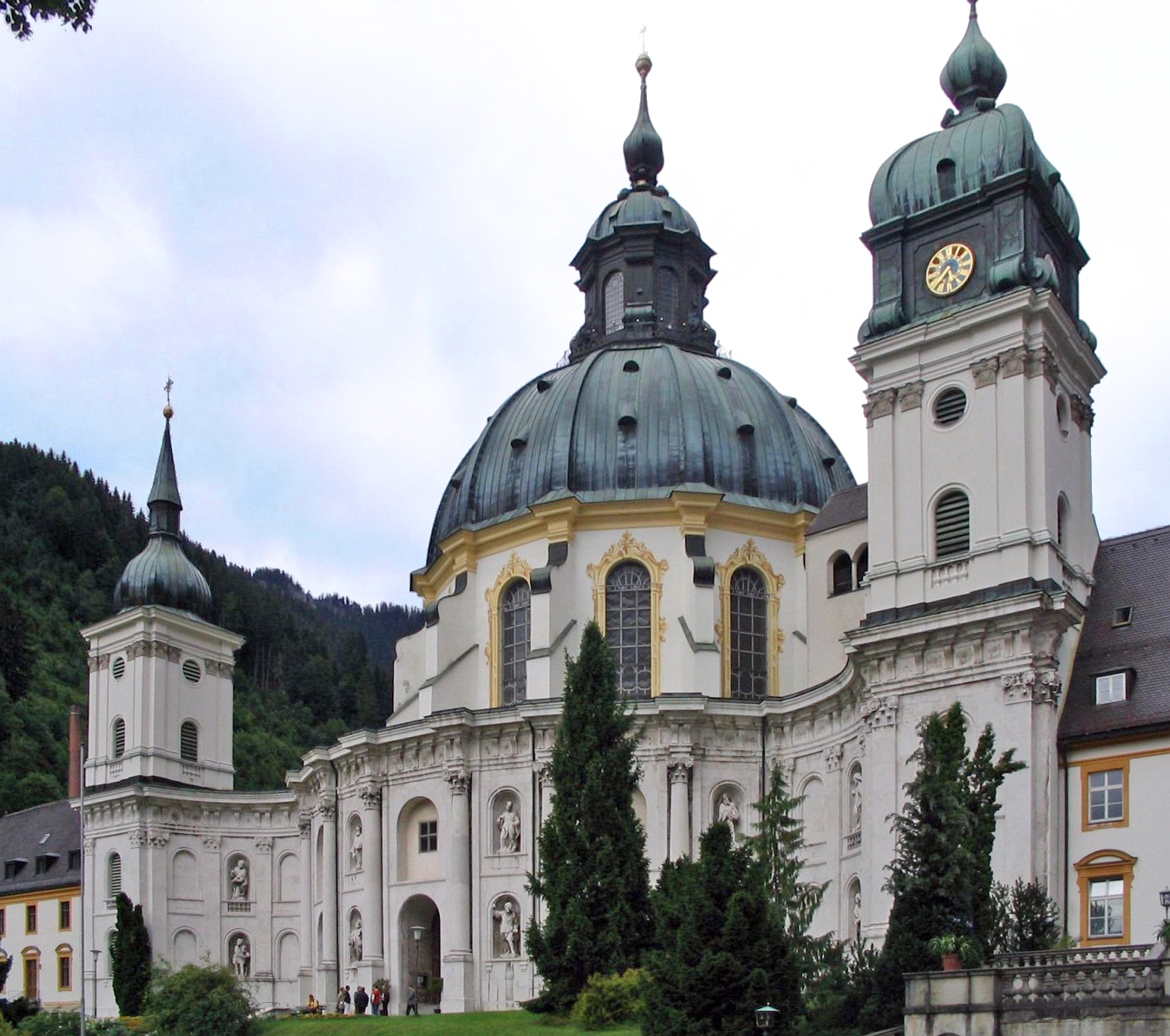
L'abbaye d'Ettal

Après l'interdiction et la sécularisation des abbayes en 1803 en Bavière, les 19 abbayes bénédictines de Bavière sont dispersées et vendues. L'Ordre fut progressivement rétabli à partir des années 1830, sous le règne du roi Louis Ier de Bavière. La congrégation est rétablie par le bienheureux Pie IX en 1858.
Aujourd'hui elle comprend suivant les dates de refondation ou de fondation :
1. Abbaye de Metten, abbaye Saint-Michel-Archange de Metten (1830)
2. Abbaye Saint-Étienne d'Augsbourg (Augsbourg) (1835)
3. Abbaye de Scheyern, vouée à la Sainte-Croix et à l'Assomption de la BVM (1838)
4. Abbaye de Weltenbourg, vouée à saint Georges (1842)
5. Abbaye Saint-Boniface de Munich (1835/1850) avec l'abbaye d'Andechs comme prieuré (1846/1850) voué à saint Nicolas et à sainte Élisabeth
6. Abbaye de Schäftlarn à Ebenhausen, vouée à saint Denis et à sainte Julienne (1866)
7. Abbaye d'Ettal, vouée aux Cœurs de Jésus et de Marie (1900/1907) avec le prieuré de Wechselburg (Saxe) voué à la Sainte-Croix et qui abrite sept moines depuis 1993.
8. Abbaye de Plankstetten, vouée à la Vierge Marie (1904/1917)
9. Abbaye d'Ottobeuren, vouée à saint Alexandre et à saint Théodore (1834/1918)
10. Abbaye de Niederaltaich, vouée à saint Maurice (1918/1949)
11. Abbaye de Rohr, vouée à saint Venceslas (1946/1984)

## Abbés généraux de la congrégation bavaroise
Depuis 1858 :
- Utto Lang (1858-1870) de Metten

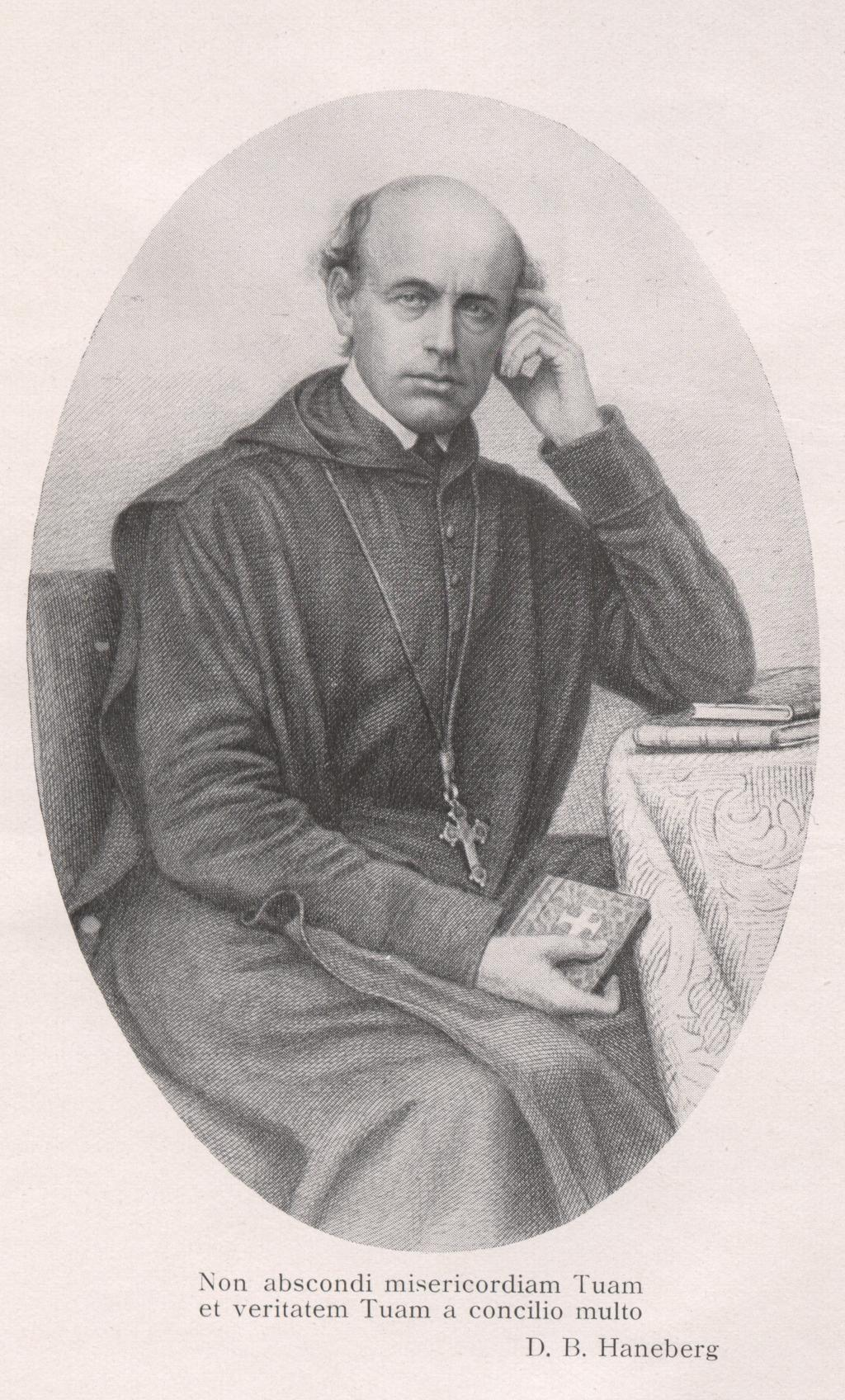
L'abbé Boniface von Haneberg

- Boniface von Haneberg (1870-1872) de Saint-Boniface
- Rupert Mutzl (1873-1885) de Scheyern
- Benedikt Braunmüller (1885-1891) de Metten
- Rupert Mutzl (1891-1896) de Scheyern
- Eugen Gebele (1897-1903) de Saint-Étienne
- Leo Mergel (1904-1905) de Metten
- Dregor Danner (1906-1915) de Saint-Boniface
- Sigisbert Liebert (1915-1921) de Schäftlarn
- Placidus Glogger (1921-1936) de Saint-Étienne
- Sigisbert Mitterer (1936-1939) de Schäftlarn
- Placidus Glogger (1939-1941) de Saint-Étienne
- Jakobus Pfättisch (1941-1945) de Plankstetten, visiteur apostolique de la congrégation
- Sigisbert Mitterer (1946-1958) de Schäftlarn
- Johannes Ruhland (1958-1961) de Saint-Étienne
- Johannes Hoeck (1961-1968) d'Ettal
- Paul Augustin Mayer (1968-1971) de Metten
- Odilo Lechner (1972-1978) de Saint-Boniface
- Albert Brettner (1978-1984) de Saint-Étienne
- Odilo Lechner (1984-1993) de Saint-Boniface
- Gregor Zasche (1993-2005) de Schäftlarn
- Emmeram Kränkl (2005-2006) de Saint-Étienne
- Gregor Zasche (2006-2009) de Schäftlarn
- Barnabas Bögle (2009- ) d'Ettal